# Большая Коимбра
Большая Коимбра — городская агломерация в Португалии, включающая в себя город Коимбра и прилегающие к нему промышленные города-спутники. Данная агломерация обладает определённой административной автономией. Население 435 900 человек.
В Большую Коимбру входят следующие муниципалитеты:
1. Вила-Нова-де-Пойареш
2. Гойш
3. Кантаньеде
4. Коимбра
5. Кондейша-а-Нова
6. Лозан
7. Меальяда
8. Мира
9. Миранда-ду-Корву
10. Монтемор-у-Велью
11. Мортагуа
12. Пенакова
13. Пенела
14. Соре
15. Табуа
16. Фигейра-да-Фош